# José Inácio de Abreu e Lima
José Inácio de Abreu e Lima (Recife, 6 de abril de 1794 — Recife, 8 de março de 1869) foi um militar, político, jornalista e escritor brasileiro. Mesmo nascido no Brasil, participou com destaque das guerras de independência da América espanhola. Devido a isso, é conhecido com maior notoriedade como General Abreu e Lima por ter sido um dos generais de Simón Bolívar, um dos principais líderes pela libertação da América hispânica.

## Biografia
Abreu e Lima saiu do Brasil em 1819, após a execução de seu pai o Padre Roma (ex-sacerdote que abandonou a batina para casar-se) em 1817, devido ao envolvimento deste na Revolução Pernambucana. Naqueles tempos, as Ordenações do Reino não limitavam suas punições aos réus de crime de lesa-majestade, mas impunham-nas até a segunda geração. Sendo um jovem militar em início de carreira, a execução do pai nessas condições sepultava-lhe a carreira militar no Brasil.

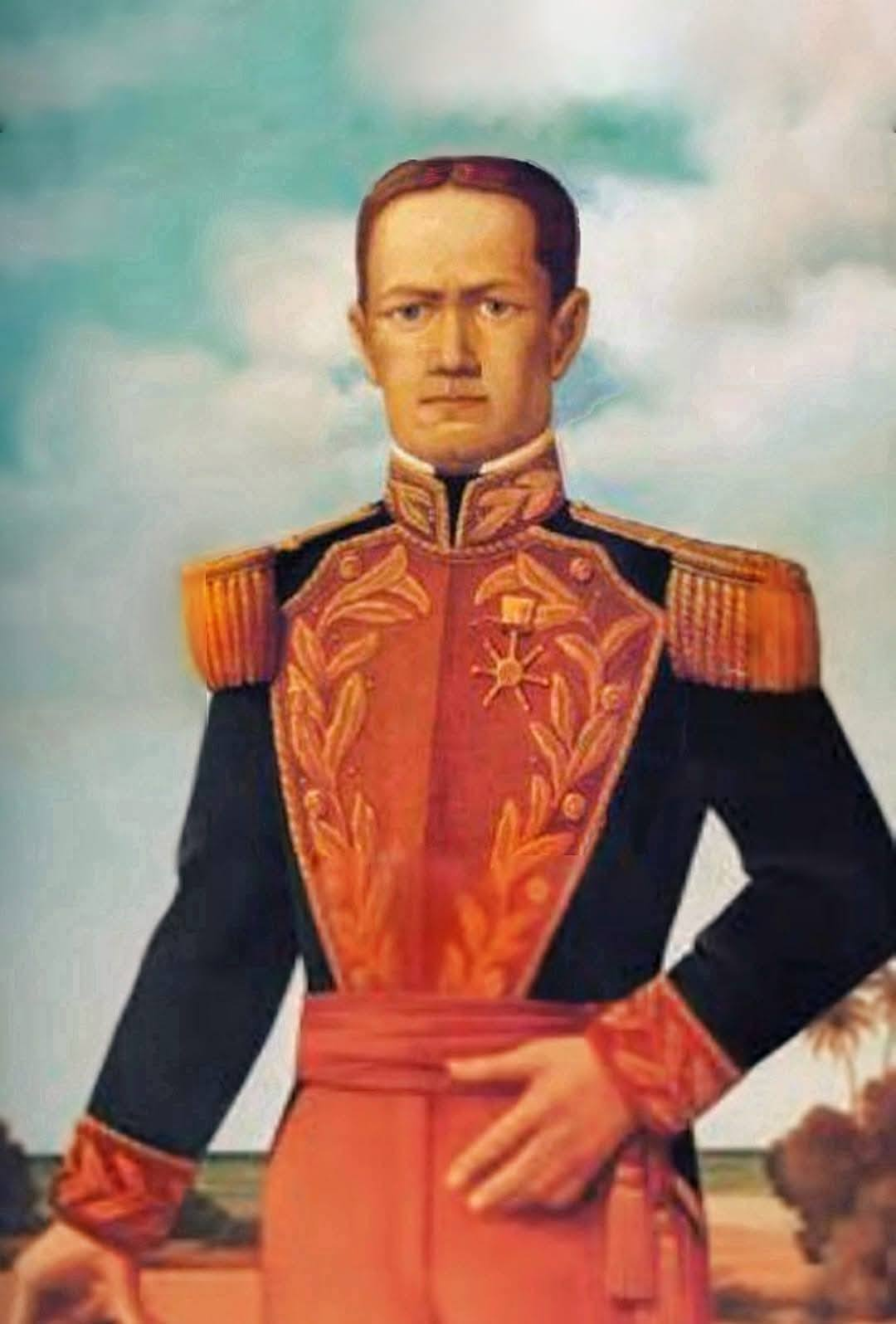
General Abreu e Lima (Galeria de Arte Nacional, Venezuela).

Incorporou-se ao exército de Bolívar, com a patente de capitão, e participou das batalhas decisivas da luta de libertação da Venezuela e Colômbia. Abreu e Lima é considerado um dos heróis da independência da Venezuela e tem maior reconhecimento nesse país do que no Brasil.
Em carta a Santander, datada de 14 de junho de 1823, Abreu e Lima comemorou a independência do Brasil, de setembro de 1822. Afirmou que na Venezuela é americano, não estrangeiro; disse acreditar que o Brasil poderia ser parte da “Gran Confederación Americana”; e se voluntariou para ser o primeiro enviado de Bolívar ao Brasil.

Com a morte de Bolívar, e o não reconhecimento de sua patente pelo governo do General Santander, que o sucedeu, abandonou a Colômbia. Esteve nos Estados Unidos e na Europa onde esteve com D. Pedro I. Retornou ao Brasil, fixando residência no Rio de Janeiro.Aqui passou a lutar pelo retorno de D. Pedro ou de sua irmã, como regente, pelo jornal O Raio de Júpiter. O governo reconheceu estar ele na plenitude de seus direitos de brasileiro e título de general e medalhas ganhas na Independência da Venezuela, Colômbia e Peru.
"Seu nome está ligado à nossa Independência… ninguém pode borrar o nome de D. Pedro da Constituição, sob cujos auspícios entramos na comunhão do mundo civilizado".

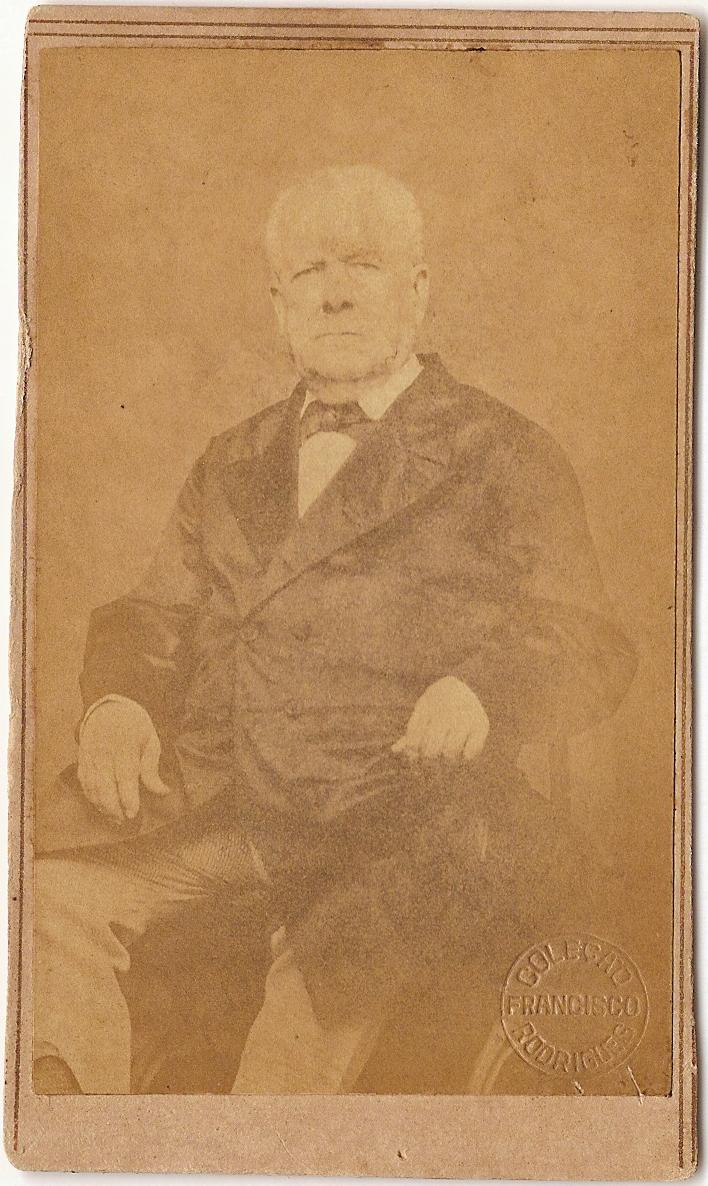
José Inácio de Abreu e Lima.

Em 1840, decidida a maioridade, usou pela última vez seu uniforme de general de Bolívar ao visitar o Imperador D. Pedro II.
Abreu e Lima é uma figura histórica complexa; mesmo tendo participado ativamente do movimento comandado por Bolívar (de inspiração republicana), ao voltar para o Brasil foi um firme defensor da monarquia brasileira.
Em 1844, retornou a Pernambuco. Foi preso sob a acusação de envolvimento na Revolta Praieira (1848). Em relação a este episódio existem divergências quanto a sua atuação.
Algumas fontes afirmam que ele efetivamente não participou dessa revolta, sendo nela envolvido devido à participação de seus irmãos, razão por que foi depois inocentado dessa acusação. Outras fontes afirmam que ele esteve efetivamente envolvido e que foi posteriormente anistiado pelo governo imperial.
Em 1867 escreveu os textos As Bíblias falsificadas ou duas respostas a Joaquim Pinto Campos e O Deus dos judeus e o Deus dos cristãos, em que expunha as suas ideias liberais sobre religião, defendendo a liberdade religiosa.

### Publicações e contribuições
Libertado, dedicou-se apenas à literatura ensaísta, defendendo ideias inspiradas no socialismo utópico francês. Publicou, entre outros, os livros Compêndio de História do Brasil (1843) e O Socialismo (1855).
Também colaborou em vários jornais pernambucanos, entre os quais Diário de Pernambuco, Diário Novo e Barca de São Pedro.
Foi um  dos autores do livro  "Reforma Eleitoral- Eleição Direta" organizado por Antônio Herculano  de Sousa Bandeira, publicado em 1862

### Sepultamento

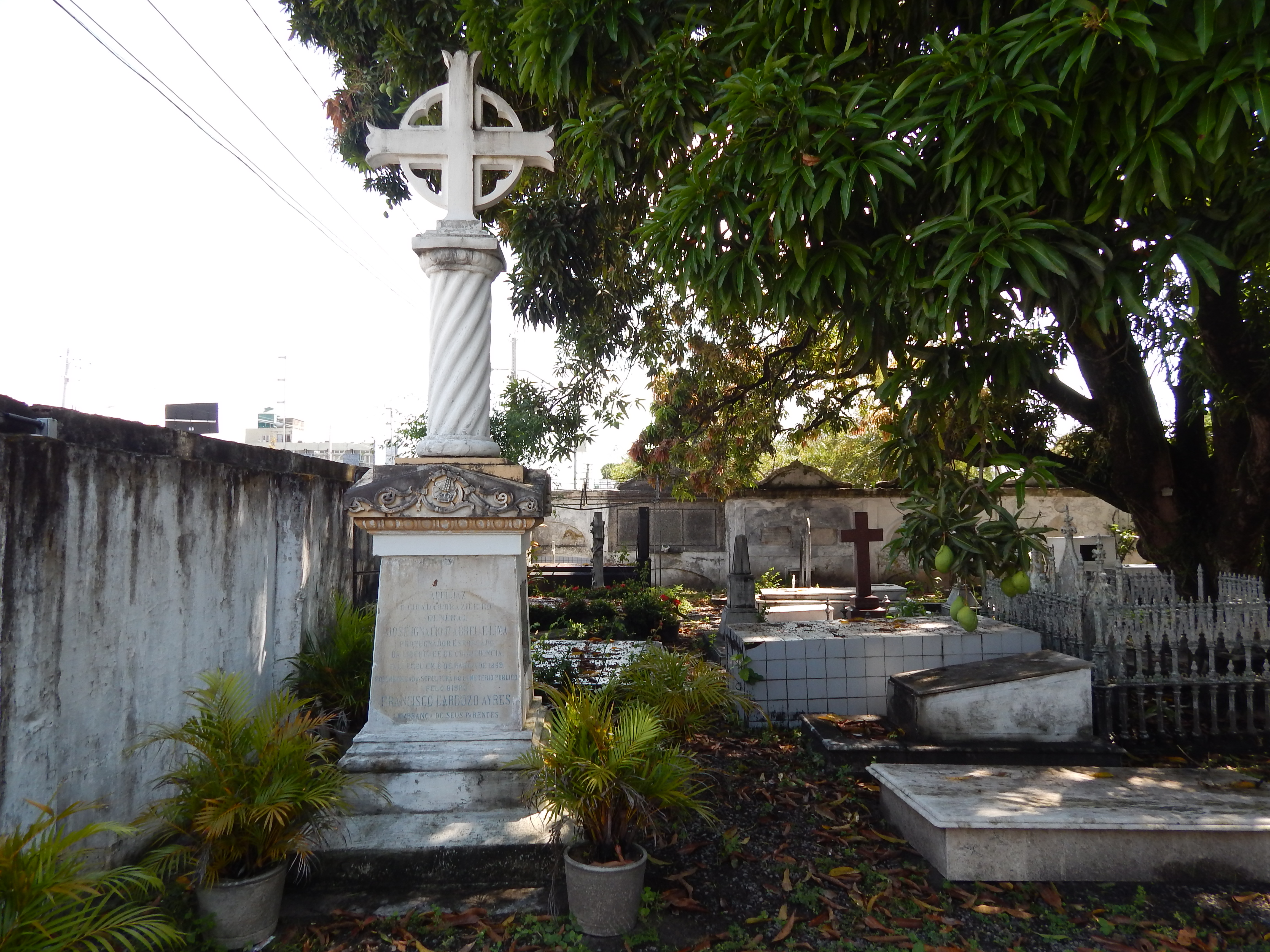
Túmulo do General Abreu e Lima, em Recife

Por conta de suas ideias de liberdade religiosa e devido ao fato de ser maçom, o bispo Dom Francisco Cardoso Aires não autorizou seu sepultamento no Cemitério de Santo Amaro, no Recife, sendo o General Abreu e Lima sepultado no Cemitério dos Ingleses, na mesma cidade.
"No dia em que o Brasil se interessar realmente pelo seu relacionamento com as repúblicas da América Espanhola, Abreu e Lima conquistará a importância que merece, na história de seu país".
Barbosa Lima Sobrinho